# Mathias Sprinzl
Mathias Julius Johannes Sprinzl (* 30. Mai 1941; † 11. März 2016) war ein deutscher Biochemiker und Hochschullehrer. Seine Arbeitsschwerpunkte umfassten die Informationsvermittlung und die Biosynthese der Proteine.

## Leben
Sprinzl studierte Chemie am Slowakischen Technischen Institut in Bratislava und erhielt dort ein Diplom in Organischer Chemie. Anschließend absolvierte er ein Postgraduales Studium bei František Šorm in Prag. Als Postdoktorand wurde er in Vancouver bei Alex Rosenthal tätig. 1970 wurde er im Labor von Friedrich Cramer am Max-Planck-Institut für experimentelle Medizin in Göttingen tätig.
1979 wurde Sprinzl an die Universität Bayreuth berufen. Während seiner Zeit in Bayreuth baute er den dortigen Studiengang Biochemie auf und war zweimal Vizepräsident der Universität. Er veröffentlichte fast 300 Publikationen.
1996 erhielt er die Ehrendoktorwürde der Naturwissenschaftlichen Fakultät der Pavol-Jozef-Šafárik-Universität in Košice. Sprinzl hatte ab 1991 mitgeholfen den Bereich Biochemie an der Universität aufzubauen.
Sprinzl war verheiratet und hatte Kinder.